# Хайрпур
Хайрпу́р (англ. Khairpur) — город в пакистанской провинции Синд, центр одноимённого округа. Население — 144 949 чел. (на 2010 год).

## Географическое положение
Город расположен на расстоянии 18 км к югу от реки Инд. Хайрпур связан железнодорожным сообщением с Пешаваром, Карачи и Суккуром.

## Экономика
Хайрпур — промышленный город, здесь развито производство текстильной, шёлковой и пищевой продукции. В городе также производят изделия из кожи, одежду из шёлка, спички, мыло, обувь, сигареты и ковровые изделия.

## Демография
| 1961   | 1972   | 1981   | 1998    | 2010    |
| ------ | ------ | ------ | ------- | ------- |
| 34 144 | 48 299 | 61 447 | 102 188 | 144 949 |